# Massawa Circuit
El Massawa Circuit és una competició ciclista d'un dia que es disputa a Eritrea. La cursa forma part de l'UCI Africa Tour, amb una categoria 1.2.

## Palmarès
| Any  | Vencedor           | Segon         | Tercer        |
| ---- | ------------------ | ------------- | ------------- |
| 2016 | Tesfom Okubamariam | Yonatan Haile | Meron Teshome |
| 2017 | Simon Musie        | Meron Teshome | Meron Abraham |